# Zayoyojca
Zayoyojca är en ort i Mexiko.   Den ligger i kommunen Coyomeapan och delstaten Puebla, i den sydöstra delen av landet, 260 km sydost om huvudstaden Mexico City. Zayoyojca ligger 1 992 meter över havet och antalet invånare är 211.
Terrängen runt Zayoyojca är kuperad österut, men västerut är den bergig. Runt Zayoyojca är det ganska tätbefolkat, med 144 invånare per kvadratkilometer. Närmaste större samhälle är San Gabriel Casa Blanca, 13,3 km sydväst om Zayoyojca. Omgivningarna runt Zayoyojca är en mosaik av jordbruksmark och naturlig växtlighet.